# Ghisla Art Collection
La Ghisla Art Collection è un fondazione e museo a d'arte moderna e contemporanea con sede a Locarno, in Svizzera.

## Storia
La fondazione è nata nel 2014 per rendere fruibile al pubblico la collezione d'arte di Pierino Ghisla e Martine Ghisla. La collezione si compone di opere principalmente contemporanee, ma in parte anche di epoca moderna, raccolte dai signori Ghisla nell'arco di 30 anni.
La sede della fondazione e museo si trova a Locarno ed è stata ottenuta dal restauro di un precedente edificio, a cui sono state murate tutte le finestre, creando un enigmatico cubo rosso.

## La collezione Ghisla
Attualmente l'allestimento espone 78 opere d'arte in un percorso che si sviluppa su otto sale dislocate sui tre piani del museo. Due ulteriori lavori sono posti all'esterno della struttura. Ogni anno l'allestimento viene rinnovato con nuove opere provenienti dai depositi.

### Opere maggiori
Frank Stella
- Cutting In, 1991

René Magritte
La place au soleil, 1956
Jean-Michel Basquiat
Anybody speaking words, 1982
Wim Delvoye
- Dump truck, 2004

Christo e Jeanne-Claude
- Running Fence, 1976

Alighiero Boetti
- Oggi undicesimo giorno sesto mese anno millenovecentoottantanove, 1989

Lucio Fontana
- Concetto spaziale, attese, 1962

Cy Twombly
- 10 Day wait at Mugda, 1963

Agostino Bonalumi
- Bianco,  1967

Sam Francis
- Untitled, 1985

Jannis Kounellis
- Senza titolo, 2007

Karel Appel
- Figure, 1961

Ben Vautier
- La pagaille gagne du terrain, 2001